# Albert Sanz
Albert Sanz García (València, 1978) és un pianista de jazz valencià, arranjador i productor musical que s'ha convertit en un dels referents del sector.
Fill de músics, la seua mare és la cantant i actriu Mamen García i el director d'orquestra, compositor i pianista clàssic Josep Sanz i Biosca. Albert Sanz s'inicia en els estudis musicals a l'edat de 13 anys al conservatori de València en l'especialitat de piano. Abans però ja tocava la guitarra i el baix elèctric. Amb 17 anys inicia els seus estudis de jazz amb Ramon Cardo al Taller de Jazz de Benimaclet. El 1996 comença les classes al Taller de Músics de Barcelona per aprendre armonia de jazz i combo.
En 1998 registra el seu primer disc "Des d'aqui" com a co-líder amb el baixista David Mengual. El treball és valorat com el millor disc de jazz de l'any per la revista Cuadernos de Jazz dels crítics del sector. Un any més tard, l'SGAE reconeix a Sanz com el millor músic revelació de jazz.
L'any 2000 viatja becat a Boston per seguir els seus estudis a la prestigiosa Berklee College of Music on toca amb Robert Stillman, Chris Van Voorst, Kendrick Scott, (arribant a formar la banda Kalifactors i gravant el cd “Kalifactors”, llançat en el segell Fresh Sound) i també amb David Doruzka, Jason Palmer, Walter Smith, Lage Lund, Lionel Loueke, Javier Vercher o Ferenc Nemeth entre d'altres. Després de llicenciar-se cum laudeen Berklee, Albert es trasllada a Nova York en 2002 on se submergeix en l'escena arribant a tocar amb els grups de Kurt Rosenwinkel, Chris Cheek, Joe Martin i estrenant-se com a líder i compositor en el Jazz Gallery amb un grup en el qual destaquen Larry Grenadier, Jeff Ballard i Chris Cheek. Aquest concert va ser registrat i editat també amb Fresh Sound Records sota el nom de “Els Guys” (2003).
Ha fet gires amb músics com Kart Rosenwinkel, Chris Cheek, Al Foster o Joe Lovano, i és col·laborador habitual d'artistes com Rossy o Sambeat. Un dels seus primers treballs destacats va ser El fabulador l'any 2004, i posteriorment per Los Guys, en què col·labora amb Chris Cheek, Larry Grenadier i Jeff Ballard, o Metamorfosis, amb Masa Kamaguchi al piano i RJ Miller a la bateria. O la posterior participació en En la imaginación, amb Sílvia Pérez Cruz & Javier Colina Trio. O que será és el títol del darrer disc liderat per Albert Sanz, per al qual s'ha envoltat de figures de la talla d'Al Foster i Javier Colina interpretant música de compositors brasilers i estàndards de jazz.